# Estatua de Andrés Bello
La estatua de Andrés Bello se encuentra en el parque Dehesa de la Villa, de Madrid. La imagen del filólogo venezolano Andrés Bello es de bronce sobre un pedestal de granito.

## Historia y descripción
Fundida en bronce y de dos metros de altura, la estatua fue diseñada por Juan Abascal Fuentes. Representa la figura de Bello de cuerpo entero, sosteniendo en su mano derecha, su reseñable obra, Gramática de la lengua castellana destinada al uso de los americanos (1847) Formó parte del plan del régimen franquista de construir monumentos conmemorativos en la capital española relacionados con la cooperación iberoamericana. A  esa filosofía respondieron también obras dedicadas a personajes como Simón Bolívar, José de San Martín, José Gervasio Artigas, Vasco Núñez de Balboa, Rubén Darío o la propia Hispanidad.
A iniciativa del embajador venezolano Carlos Capriles Ayala, el monumento fue inaugurado el 26 de abril de 1972, durante una ceremonia presidida por Gregorio López Bravo (Ministro de Relaciones Exteriores) y Alfredo Sánchez Bella (Ministro de Información y Turismo), Édgar Sanabria (expresidente de Venezuela), Carlos Arias Navarro (Alcalde de Madrid) y diplomáticos de varias repúblicas latinoamericanas.
El texto de la inscripción en el pedestal es el siguiente: 

Andrés Bello. Caracas 1781. Santiago de Chile 1865. Fue el salvador de la integridad del idioma castellano en América. 

Este monumento fue erigido en abril de 1972 a iniciativa de la Embajada de Venezuela.